# Distrito electoral federal 2 de Baja California Sur
El II Distrito Electoral Federal de Baja California Sur es uno de los 300 Distritos Electorales en los que se encuentra dividido el territorio de México y uno de los 2 en los que se divide el estado de Baja California Sur. Su cabecera es la ciudad de San José del Cabo.
Está formado por los municipios de Los Cabos, y el tercio oriental del San José del Cabo.
Entre 1976 y 1994 este era el I Distrito Electoral Federal.

## Diputados por el distrito
| Diputado                       | Partido     | Legislatura | Periodo     |
| ------------------------------ | ----------- | ----------- | ----------- |
| Agapito Duarte Hernández       |             | L           | 1976 - 1979 |
| Armando Trasviña Taylor        |             | LI          | 1979 - 1982 |
| Alberto Miranda Castro         |             | LII         | 1982 - 1985 |
| Eligio Soto López              |             | LIII        | 1985 - 1988 |
| Antonio Manríquez Guluarte     |             | LIV         | 1988 - 1991 |
| Mario Vargas Aguiar            |             | LV          | 1991 - 1994 |
| Rodimiro Amaya Téllez          |             | LVI         | 1994 -1997  |
| Antonio Manríquez Guluarte     |             | LVII        | 1997 - 2000 |
| Rosa Delia Cota Montaño        |             | LVIII       | 2000 - 2003 |
| Narciso Agúndez Montaño        |             | LIX         | 2003 - 2004 |
| Josefina Cota Cota             | 2004 - 2006 | LIX         |             |
| Víctor Manuel Lizárraga Peraza |             | LX          | 2006 - 2009 |
| Víctor Manuel Castro Cosío     |             | LXI         | 2009 - 2012 |
| Arturo De la Rosa Escalante    |             | LXII        | 2012 - 2015 |
| Víctor Ernesto Ibarra Montoya  |             | LXIII       | 2015 - 2018 |
| Nicolás Toledo Soto            | 2018        | LXIII       |             |
| Alfredo Porras Domínguez       |             | LXIV LXV    | 2018 - 2024 |

## Elecciones de 2009
|  | Partido Acción Nacional                        |  | Jisela Páez Martínez            |
|  | Partido Revolucionario Institucional           |  | Ángel Salvador Ceceña Burgoin   |
|  | Partido de la Revolución Democrática           |  | Víctor Manuel Castro Cosío      |
|  | Coalición Salvemos a México (PT, Convergencia) |  | Manuel Omar López Medina        |
|  | Partido Verde Ecologista de México             |  | Yuriria Amparo Ochoa Cervantes  |
|  | Partido Nueva Alianza                          |  | Domingo Valentín Castro Burgoin |
|  | Partido Socialdemócrata                        |  | Lino Martínez Ravelo            |

## Elecciones de 2012
|  | Partido Acción Nacional Partido de Renovación Sudcaliforniana |  | Arturo de la Rosa Escalante   |
|  | Partido Revolucionario Institucional                          |  | Óscar Francisco Martínez Mora |
|  | Movimiento Progresista (PRD, PT, Movimiento Ciudadano)        |  | Josué Estrada Flores          |
|  | Partido Verde Ecologista de México                            |  | Maximino Fernández Ávila      |
|  | Partido Nueva Alianza                                         |  | Elizabeth Wayas Barroso       |